# 139° westerlengte
139° westerlengte is een lengtegraad, onderdeel van geografische positieaanduiding in bolcoördinaten. De lijn loopt vanaf de Noordpool naar de Noordelijke IJszee, Noord-Amerika, de Grote Oceaan, de Zuidelijke Oceaan en Antarctica naar de Zuidpool.
De meridiaan 139° westerlengte vormt een grootcirkel met de meridiaan 41° oosterlengte. De meridiaanlijn begint bij de Noordpool en eindigt bij de Zuidpool. De meridiaan 139° westerlengte gaat door de volgende landen, gebieden of zeeën. 
| Land, gebied of zee         | Nauwkeurigere gegevens                |
| --------------------------- | ------------------------------------- |
| Noordelijke IJszee          |                                       |
| Beaufortzee                 |                                       |
| Canada                      | Yukon - Herscheleiland                |
| Beaufortzee - Mackenzie Bay |                                       |
| Canada                      | Yukon, British Columbia               |
| Verenigde Staten            | Alaska                                |
| Grote Oceaan                |                                       |
| Frans-Polynesië             | Hiva Oa                               |
| Grote Oceaan                |                                       |
| Frans-Polynesië             | Moruroa                               |
| Grote Oceaan                |                                       |
| Zuidelijke Oceaan           |                                       |
| Antarctica                  | Niet-toegeëigend gebied in Antarctica |